# Stukenborg
Stukenborg ist ein Stadtteil der Stadt Vechta im Landkreis Vechta in Niedersachsen. Er ist einer der flächenmäßig größten Stadtteile von Vechta. 

## Geographie
Der Stadtteil liegt im Nordwesten der Stadt an der Grenze zur Gemeinde Bakum. Im südlichen Teil von Stukenborg wurde auf dem Klänenesch seit 2008 ein weiteres Wohngebiet erschlossen, nachdem der nördliche Teil Stukenborgs seit Ende der 1990er Jahre bebaut wurde. 

## Verkehr
Im Süden verläuft die Falkenrotter Straße, von der Innenstadt bis zur Bundesautobahn 1. Sie ist nur über zwei Kreuzungen zu erreichen, der Teil dazwischen (Klänenesch) wird durch einen Lärmschutzwall abgetrennt. Auf der anderen Seite der Falkenrotter Straße befindet sich das Industriegebiet Vechta-Mitte mit dem großen Famila-Einkaufszentrum. Dahinter beginnt im Übrigen der Stadtteil Vechta-West.
Der Stadtteil ist vom Osten der Stadt durch die Bahnstrecke Delmenhorst–Hesepe nur über einen Bahnübergang (Alleinsteiner Straße) oder durch eine Unterführung (Falkenrotter Straße) zu erreichen. 
Durch die Linie 604 des StadtBus Vechta ist der Stadtteil mit öffentlichen Verkehrsmitteln angebunden und wird im 60-Minuten-Takt bedient.

## Sport und Kultur
Im Stadtteil Stukenborg befindet sich an der 2012 neu gebauten Pariser Straße der Rasta-Dome, in der der SC RASTA Vechta seine Spiele in der 1. Basketball-Bundesliga absolviert und die darüber hinaus als Stadthalle für Kulturveranstaltungen genutzt wird.

## Sohn des Ortes
- Anton Stukenborg (1830–1890), Bischöflich Münsterscher Offizial